# Brassaiopsis mitis
Brassaiopsis mitis är en araliaväxtart som beskrevs av Charles Baron Clarke. Brassaiopsis mitis ingår i släktet Brassaiopsis och familjen Araliaceae. Inga underarter finns listade.